# Grotta di Putignano
La grotta di Putignano (localmente nota come grotta del Trullo) è la prima grotta carsica che è stata utilizzata a fini turistici in Puglia.

## Storia
La sua scoperta risale al 29 maggio 1931 quando, in occasione dei lavori di scavo per l'esecuzione di un tronco fognario, per caso si scoprì questa ampia cavità che si apriva a pochi metri sotto il piano campagna, come una enorme cupola "al negativo", scintillante (alla luce artificiale di faretti dislocati in punti strategici) perché ricca non solo di concrezioni alabastrine sotto forma di stalattiti e stalagmiti, ma anche di (altrove rare) infiorescenze di calcite-aragonite che luccicano perché costantemente interessate dallo stillicidio dell'acqua che incessantemente perpetua il continuo "divenire" del processo carsico. 
A seguito della scoperta la cavità fu oggetto di lavori finalizzati all'accessibilità da parte del pubblico. A tale scopo, in corrispondenza del suo ingresso fu realizzato un manufatto secondo la tipologia costruttiva dei trulli, avente funzione di accoglienza e punto di informazione per i turisti, oltre che come luogo di inizio e termine della visita. Questa si svolge superando prima la maggior parte del dislivello lungo una scala a chiocciola piuttosto ripida che introduce i visitatori, in gruppi di numero limitato. Questa struttura in acciaio parte dall'imboccatura del pozzo e porta il visitatore ad una quota di circa 12 m al disotto del piano di campagna. Si segue poi un percorso predefinito attraverso una sequenza di passerelle e scale metalliche opportunamente studiate (per essere il meno invasive possibile), dotate delle indispensabili protezioni e dispositivi di sicurezza. La grotta principale viene suddivisa, per comodità, in due parti: la cavità superiore e quella inferiore. Considerandole insieme, la quota complessiva al di sotto del pozzo di ingresso raggiunge all'incirca i 20 m. Qui termina il percorso "turistico". Vi è poi, al di sotto di questo, un "percorso speleologico" cui è vietato l'accesso al pubblico, che scende ancora per altri 20 m (oltre i quali si restringe tanto da non essere più praticabile) lungo un tunnel che conduce alla nuova grotta scoperta nel 2006, attraverso una successione di spechi di dimensioni più ridotte rispetto alla cavità superiore, nei quali defluiscono e si disperdono in una miriade di "vene" secondarie, le acque sotterranee che, affluendo dall'alto, alimentano il fenomeno carsico.
A causa della forma a trullo (triplice perché sviluppato in pianta come tre trulli accostati) dell'edificio di accesso a questa cavità di interesse naturalistico, nella toponomastica locale la grotta di Putignano viene detta ed è conosciuta come "la grotta del Trullo".
Dopo alcuni anni fu scoperto il più vasto sistema di grotte carsiche, intercomunicanti ed a più livelli, nel vicino comune di Castellana Grotte e si cominciò a studiare per esteso il fenomeno carsico che interessa la zona della Puglia compresa nel Sud Est Barese e, più in generale, tutto l'altopiano murgiano, particolarmente interessato dal fenomeno carsico.
Alcune di tali cavità nei secoli (e millenni) passati sono state utilizzate come ricoveri per persone ed animali o come luoghi di culto persino in epoche preromane e paleocristiane. Esempi di tali utilizzo sono la grotta di San Michele in Monte Laureto e la grotta della Madonna delle Grazie entrambe nel territorio del comune di Putignano e la Grotta di Sant'Oronzo nel territorio di Turi.